# Ольховая Плота
Ольховая Плота — река в России, протекает по Белгородскому району Белгородской области. Левый приток реки Топлинки.

## География
Река берёт начало у села Болдыревка, которое в старину также носило название Ольховая Плота. Течёт на восток по открытой местности. На реке образовано несколько прудов. Устье реки находится у села Никольское в 7,7 км от устья Топлинки. Длина реки составляет 12 км, площадь водосборного бассейна — 95 км².

## Данные водного реестра
По данным государственного водного реестра России относится к Донскому бассейновому округу, водохозяйственный участок реки — Северский Донец от истока до границы РФ с Украиной без бассейнов рек Оскол и Айдар, речной подбассейн реки — Северский Донец (российская часть бассейна). Речной бассейн реки — Дон (российская часть бассейна).
Код объекта в государственном водном реестре — 05010400112107000010795.